# Благовещенский собор (Воткинск)
Собор Благовещения Пресвятой Богородицы (Благовещенский собор) — православный храм в городе Воткинске в Удмуртии. Относится к Ижевской епархии Русской православной церкви. Памятник архитектуры регионального значения.

## История
После открытия 21 сентября 1759 года Воткинского завода возникла необходимость в строительстве церкви. 19 декабря того же года получена храмозданная грамота. Первым священником стал иерей Василий Содальский. 5 октября 1760 года церковь была освящена во имя святителя Димитрия Ростовского. По указу Вятской духовной консистории от 21 октября 1764 года рядом построен зимний храм, освящённый в честь Благовещения Пресвятой Богородицы. 24 июня 1774 года пугачёвцы сожгли обе церкви и убили священника Василия Содальского.
Новая Димитриевская церковь с Благовещенским приделом была построена по храмозданной грамоте от 14 мая 1775 года. 29 октября 1811 года её настоятелем стал протоиерей Василий Блинов. В июле 1815 года мастеровые Воткинского завода просят о строительстве каменного храма. Закладку фундамента начали в том же году, но она окончилась неудачно. В 1817 году строительство возобновлено по проекту Александра Ивановича Постникова. В декабре 1818 года по благословению епископа Вятского Амвросия протоиерей Василий Блинов освятил правый придел собора во имя святителя Николая Чудотворца, а 19 апреля 1819 года — левый придел во имя святителя Димитрия Ростовского. Старую деревянную церковь перенесли на Нагорное кладбище, где она была освящена в честь Преображения Господня.
К 1819 храм был возведён, но внутреннее убранство не было окончено. Только в 1827 году приступили к сооружению иконостаса, иконы для которого написал казанский художник Алексей Тимофеевич Винокуров. Освящение храма 29 июля 1828 года в честь Благовещения Пресвятой Богородицы совершил архиепископ Вятский и Слободской Кирилл. Колокольня была завершена только в 1839 году архитектором Василием Никифоровичем Петенкиным. 5 мая 1840 года в храме был крещён Пётр Ильич Чайковский. В 1841 году произведена замена иконостасов в приделах, в связи с чем они были переосвящены. Левый сохранил посвящение святителю Димитрию Ростовскому, а правый освящён в честь Владимирской иконы Божией Матери. 22 февраля 1845 года главный престол храма был вновь переосвящён в честь Благовещения Пресвятой Богородицы, в связи с перестройкой главного иконостаса. 25 марта 1846 года протоиерей Василий скончался и был похоронен в ограде храма.
В 1863 году храм расширили. В 1882 году открыто церковноприходское попечительство. К 1896 году к приходу Благовещенского собора, кроме жителей Воткинского завода, относились жители 52 русских селений и 25 удмуртских деревень и починков. В конце XIX века настоятелем был протоиерей Николай Кошурников. Перед революцией в соборе служили представители семьи воткинских священников и просветителей Чернышёвых. В 1913 году к Благовещенскому храму были приписаны три церкви (Преображенская кладбищенская, Николаевская и Александровская домовая богаделенная) и 12 часовен.
В декабре 1918 года большевики расстреляли священника Николая Чернышёва и его дочь Варвару. После занятия Воткинска Сибирской армией Александра Колчака в апреле 1919 года их тела были найдены и в соборе состоялась церемония прощания. С декабря 1918 по 1920 год храм не действовал, но позже службы возобновились. Драгоценная церковная утварь была отобрана советскими властями. Храм закрыт постановлением президиума Сарапульского окрисполкома от 15 марта 1929 года. До мая 1931 года под руководством инженера Аронштама проводилось уничтожение архитектурного облика здания. Были созданы специальные бригады комсомольцев для осквернения фресок, а иконы использовали для растопки. В 1931 году в перестроенном здании открыли дом культуры имени Ленина.
31 января 2001 года Воткинская городская дума приняла решение о возвращении храма верующим. 2 августа 2001 года архиепископ Ижевский и Удмуртский Николай совершил литургию и малое освящение храма. Настоятелем стал отец Валерий Белокрылов. В 2005 году разработан проект восстановления архитектурного облика здания. В том же году снесено пристроенное в советское время сооружение кинотеатра «Спутник», находившееся в аварийном состоянии. Работы по реконструкции, начатые в 2006 году, были приостановлены в 2014 году. В марте 2021 года по итогам заседания Попечительского совета, созданного в 2019 году для организации дальнейшего восстановления собора, сроком его открытия после реконструкции назван 2023 год. До завершения реставрации службы проходят в нижнем храме.
- Собор в XIX веке
- Вид на пруд и собор
- Вид на колокольню
- Макет в музее-усадьбе Чайковских